# Plagiogeneion
Plagiogeneion es un género de peces de la familia Emmelichthyidae, del orden Perciformes. Este género marino fue descrito científicamente en 1890 por Henry Ogg Forbes.

## Especies
Especies reconocidas del género:
- Plagiogeneion fiolenti Parin, 1991
- Plagiogeneion geminatum Parin, 1991
- Plagiogeneion macrolepis McCulloch, 1914
- Plagiogeneion rubiginosum (F. W. Hutton, 1875)
- Plagiogeneion unispina Parin, 1991